# 10
| [ Edytuj tabelę ] |                                      |
| Król Armenii      | - 6 Tigranes V 12                    |
| Cesarz Chin       | - 9 Wang Mang 23                     |
| Król Kapadocji    | - 36 p.n.e. Archelaos 17             |
| Król Kommageny    | - 12 p.n.e. Antioch Filokajsar 17    |
| Władca Korei      | - 19 p.n.e. Yuri 18                  |
| Król Mauretanii   | - 25 p.n.e. Juba II 23               |
| Król Nabatei      | - 9 p.n.e. Aretas IV 40              |
| Król Partów       | - 8 Wonones I 12 - 8 Artabanus II 40 |
| Cesarz Rzymu      | - 27 p.n.e. Oktawian August 14       |
| Król Tracji       | - 11 p.n.e. Remetalkes I 12          |

Rok 10 / X
stulecia: I wiek p.n.e. ~
I wiek ~
II wiek

lata: 1 p.n.e. «
5 «
6 «
7 «
8 «
9 «
10
» 11
» 12
» 13
» 14
» 15
» 20

## Wydarzenia
Cesarstwo Rzymskie
- Dowództwo wojsk rzymskich nad Renem objął Tyberiusz, późniejszy cesarz.
- Germania została podzielona na dwa okręgi: Germanię Dolną i Górną.
- Główne drogi w mieście Rzym zaczęto oświetlać pochodniami.
- Cesarz Oktawian August zwolnił lekarzy od płacenia podatków
- Utworzenie prowincji Panonia i Dalmacja.

## Urodzili się
- Heron z Aleksandrii, uczony
- Paweł z Tarsu (data prawdopodobna)

## Zmarli
- Witruwiusz, rzymski architekt, technik wojskowy i inżynier.